# Gustaf Böttiger
Thure Gustaf Olof Böttiger, född 29 augusti 1817 i Västerås, död 14 april 1887 i Stockholm, var en svensk läkare och kommunalpolitiker. Han var bror till Carl Wilhelm Böttiger och far till John Böttiger.

## Biografi
Böttiger föddes i Västerås, där fadern Carl Fredrik Böttiger var apotekare. Han var elev vid Västerås trivialskola och gymnasium och blev därefter student vid Uppsala universitet 1835. Han blev medicine kandidat 1843, medicine licentiat 1845, kirurgie magister 1846 och erhöll medicine doktorsdiplom 1847 utan promotion. 1839–1840 verkade han som underläkare vid allmänna garnisonssjukhuset i Stockholm, var 1839–1840 sekreterare i kommittén för omarbetning av svenska farmakopén och stipendiat i fältläkarkåren 1839–1848.
Böttiger innehade ett flertal förordnanden, bland annat som garnisons- och sjukhusläkare på Karlsborgs fästning 1840–1841, pensioner i fältläkarkåren 1845, uppbördsläkare på korvetten Najaden under en expedition i Östersjön och Nordsjön 1845 och som amanuens vid Serafimerlasarettets medicinska klinik 1846–1847.
Han åtföljde landshövding Fredrik Åkerman som läkare under en resa i Tyskland och Österrike sommaren 1846, var fattigläkare i Kungsholmens församling 1847–1848, underläkare vid Serafimerlasarettet 1847–1848, tillförordnad hovmedikus 1849 och 1852, tillförordnad andre överläkare vid Serafimerlasarettet 1849, 1850 och 1852–1853 samt intendent vid Djurgårdens hälsobrunn 1849–1858.
Böttiger var även sekreterare i Svenska läkaresällskapet 1849–1858 och redaktör för sällskapets tidskrift Hygiea samt utgivandet av dess handlingar. Han var även sekreterare i medicinska sektionen av skandinaviska naturforskarmötet i Stockholm 1851, vice ombudsman för sundhetskollegium 1852–1858, distriktsläkare i Klara församling under koleraepidemin 1853, sekreterare i kommittén angående sinnessjukas vård 1854–1855 och företog med offentligt understöd en resa till Danmark och Tyskland för studier angående skyddskoppympning och skydd mot smittsamma sjukdomar 1856.
Böttiger blev 1857 sekreterare i kommittén angående Stockholms stads sjukvård 1857, intendent vid Sankt Ragnhilds vattenkuranstalt vid Söderköpings brunn 1857–1885 och ledamot av styrelsen för S:t Ragnhilds vattenkuranstalts AB, ledamot av kommittén angående den medicinska undervisningen 1859 samt medföljde som läkare på prins Oskar och hans familjs resa till Nice 1861–1862.
Böttiger var därtill ledamot av direktionen för Söderköpings länslasarett och kurhus 1864–1888, ledamot av en av hälsobrunnsbolaget tillsatt kommitté för utarbetande av nytt reglemente 1859–1860, ordförande i Söderköpings stadsfullmäktige 1865–1880, provinsialläkare i Söderköpings distrikt från 1866, landstingsman 1869–1882 och en av stiftarna av Östergötlands och Södermanlands läkareförening 1873 samt dess ordförande 1873–1883. Han erhöll avsked från provinsialläkarbefattningen 1880.
Böttiger var från 1847 ledamot av Svenska läkaresällskapet, blev riddare av Nordstjärneorden 1858, riddare av Sankt Olavs Orden 1862 och var därtill ledamot av ett flertal utländska lärda sällskap.